# IBM Scale-out File Services
Scale out File Services (SOFS, SoFS) は、IBMが開発した高スケーラビリティでグリッドベースのストレージ仮想化サービス（NASソリューション）である。

## 概要
SOFSは、IBMのハイパフォーマンスなディスク共有型のクラスターファイルシステムであるGPFSをベースとしている。SOFSはクラスターファイルシステムを、CIFS、NFS、FTP、HTTPなどの業界標準のプロトコルを経由して提供（エクスポート）する。
SOFSは2007年にリリースされたが、IBM社内で2001年から社員のファイルを格納していたファイルサーバーアーキテクチャの第2世代である。グリッド内の全てのSOFSノードは、全てのファイルシステムの全てのファイルを同時にエクスポートする。この方法は、単一またはペアのノードに個々のファイルを割り当てるためにファイルのパフォーマンスが非常に制約される他のいくつかのクラスターNASの方法とは、異なる。各ファイルシステムは数ペタバイトが可能である。
SOFSは、LinuxやSambaなどのオープンソースのコンポーネントと組み合わせた、IBMのプロプライエタリな技術（サービス）である。